# 戈巴尔甘杰县

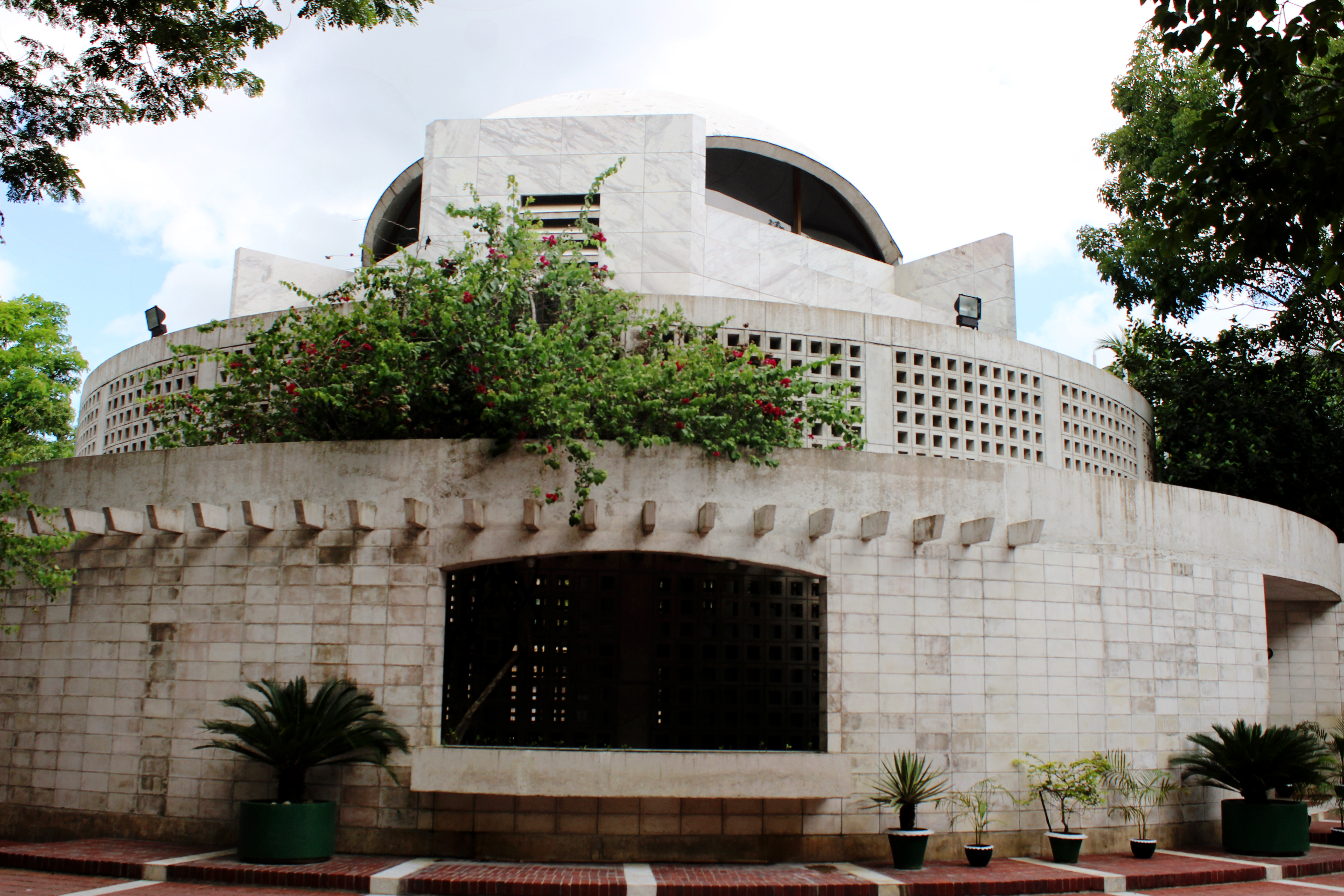
孟加拉國父謝赫·穆吉布·拉赫曼陵

戈巴尔甘杰县（Gopalganj District）为孟加拉国达卡专区辖县，属孟加拉国中南部县份。县境北与福里德布尔县接壤，东与马达里布尔、巴里萨尔县毗邻，南与比罗杰布尔县交界，西与巴盖尔哈德、诺拉尔县相连。全境年平均温度12.6°C至35.8°C，年平均降雨量2,105毫米。县域总面积1,489.92公里²，总人口1,132,046人（1991）。全县共分置5乡（乌帕齐拉），政府驻戈巴尔甘尼市。

### 引用
1. ↑  世界地名译名词典 2017，第971頁.